# Virginia (Schiff, 1976)
Die USS Virginia (CGN-38) war ein Atomkreuzer der United States Navy und gehörte der nach ihr benannten Virginia-Klasse an.

## Geschichte
Die Virginia wurde 1971 bei Newport News Shipbuilding in Auftrag gegeben und im August 1972 in der Werft in Newport News, Virginia auf Kiel gelegt. Stapellauf und Taufe (durch Virginia Warner, die Tochter des damaligen Marineministers John Warner) fanden im Dezember 1974 statt, 1976 wurde die Virginia bei der United States Navy in Dienst gestellt.
Die ersten Monate verbrachte das Schiff mit Testfahrten vor der US-Ostküste. 1977 wurde sie für fünf Monate in die Werft gebracht, um die post-shakedown-availability-Phase zu durchlaufen. Erste Manöver führte die Virginia ab September durch, unter anderem U-Jagd-Übungen und Raketenabschussübungen.
1978 nahm der Kreuzer an der NATO-Übung Operation Northern Wedding in westeuropäischen Gewässern teil. Dabei lief sie die Häfen von Oslo, Rotterdam und Portsmouth an. Im Oktober lief die Virginia wieder in ihren Heimathafen in Norfolk ein.
Im Jahr 1980 fuhr das Schiff zu Einsätzen in den Indischen Ozean. Auf der Einsatzfahrt 1983 im Mittelmeer verschoss sie 300 Geschosse aus ihrem Mark-45-Leichtgewichtsgeschütz auf Ziele in Beirut. Danach (1984) lief die Virginia die Norfolk Naval Shipyard an, wo sie unter anderem zwei Armored Box Launcher mit je vier Marschflugkörpern BGM-109 Tomahawk erhielt.
1990 lief die Virginia zu einem Einsatz im Rahmen der Operationen Desert Shield und Desert Storm aus, wobei sie zwei Tomahawk auf Ziele im Irak abschoss. Die nächsten beiden Jahre verbrachte die Virginia in der Karibik, wo sie Jagd auf Drogen-Schmuggler machte.
1994 wurde der Kreuzer außer Dienst gestellt und zwischen 1999 und 2002 im Rahmen des Ship-Submarine Recycling Program in der Puget Sound Naval Shipyard abgebrochen.